# Landschaftsschutzpark Szaniec

Emblem des Parks

Der Landschaftsschutzpark Szaniec (Szaniecki Park Krajobrazowy) ist ein Naturschutzgebiet in Polen, das der Kategorie Landschaftsschutzpark zugeordnet ist. Der im Jahr 1986 eingerichtete Park, der zweitgrößte der drei Landschaftsparks Ponidzie, liegt im Powiat Buski in den Gemeinden (gmina) Busko-Zdrój, Solec-Zdrój, Stopnica sowie im Powiat Kielecki in der Gemeinde Chmielnik und im Powiat Pińczowski in der Gemeinde Kije in der Woiwodschaft Heiligkreuz im mittleren Südpolen und hat eine Fläche von 109,15 km² sowie eine Pufferzone von 128,59 km². Zu ihm gehört das 1959 ausgewiesene Naturreservat Owczary. Charakteristisch für den Park ist die Gipskarstlandschaft.